# Stefanie Millinger
Stefanie Millinger (* 14. Juli 1992 in Salzburg) ist eine Extremsportlerin aus Salzburg, Österreich. Aktuell (Stand 8. Juli 2024) hält sie elf Weltrekorde. Ihre Karriere als Leistungssportlerin im Voltigieren beendete sie 2014.

## Leben
Stefanie Millinger betrieb seit ihrer Kindheit verschiedene Sportarten. Bis 2016 nahm sie erfolgreich an internationalen Wettkämpfen im Voltigieren (Pas de deux, Team) teil. Im Jahr 2015 trat sie in der Fernsehshow „Das Supertalent“ mit einer Handstandvorführung auf. Ab dem Alter von 20 Jahren begann sie, sich intensiv mit Akrobatik zu befassen. Sie arbeitet als Kaskadeur, tritt in Live-Shows und in Videos auf, die erfolgreich im Internet präsentiert werden. Sie trainiert täglich sechs bis zehn Stunden. Neben der Akrobatik ist sie im Bereich Modeling und Content Creation tätig.

## Aktuelle Weltrekorde
(Stand: 2022, Quelle: Guinness Book)
- most consecutive L-sit straddle press to handstand (406)
- longest L-sit
- longest L-sit bar hang (2:14 min)
- longest L-sit bar hang one hand (1:38 min)
- longest duration to perform a single arm handstand (1:22 min)
- longest time to hold the dimbasana pose / yoga (30:03 min)[6]
- longest hoola hooping in plank (4:26 min)
- longest hoola hoop plank one arm
- longest time balancing on hands (1:09:06 h)
- Most chest to floor jumpingjack burpees in an hour (753)

## Erfolge als Voltigiererin
Wichtigste Erfolge im Voltigieren, wo sie im Pas de Deux (Doppelvoltigieren) mit Partnerin Evelyn Freund antrat, waren:
- Weltmeisterschaft 2012 (Le Mans): 8. Platz
- FEI-Weltcupfinale 2014 (Bordeaux): 3. Platz
- Weltreiterspiele 2014 (Caen): 6. Platz
- Europameisterschaft 2015 (Aachen): Bronze